# Auto Moto Technika
Auto Moto Technika – polski miesięcznik motoryzacyjny, skupiający się głównie na aspektach technicznych konstrukcji samochodów; ukazuje się od 15 grudnia 2014 roku. Tematyka pisma obejmuje m.in. historię motoryzacji i marek samochodowych, ekologię, gospodarkę, prawo, bezpieczeństwo, stylistykę i sport samochodowy.